# جین ساکس
جین ساکس (انگلیسی: Gene Saks؛ زادهٔ ۸ نوامبر ۱۹۲۱؛ مرگ ۲۸ مارس ۲۰۱۵) کارگردان فیلم و تئاتر و هنرپیشه اهل ایالات متحده آمریکا بود. وی از سال ۱۹۴۹ میلادی تا ۲۰۱۵ مشغول فعالیت بود.

## گزیده فیلم شناسی
از فیلم‌ها یا برنامه‌های تلویزیونی که وی در آن نقش داشته‌است می‌توان به آثار زیر اشاره کرد.

### بازیگری
- هزاران دلقک (۱۹۶۵)
- زندانی خیابان دوم (۱۹۷۵)
- هیچ‌کس احمق نیست (فیلم ۱۹۹۴) (۱۹۹۴)
- ضریب هوشی (فیلم) (۱۹۹۴)
- هری ساختارشکن (۱۹۹۷)

### کارگردانی
- پابرهنه در پارک (۱۹۶۷)
- گل کاکتوس (۱۹۶۹)

## جوایز، نامزدی‌ها و افتخارات
جوایز
- ۱۹۷۷ جایزه تونی برای بهترین کارگردانی یک موزیکال – I Love My Wife
- ۱۹۸۳ جایزه تونی برای بهترین کارگردانی یک نمایشنامه – Brighton Beach Memoirs
- ۱۹۸۵ جایزه تونی برای بهترین کارگردانی یک نمایشنامه – Biloxi Blues

نامزدی‌ها
- ۱۹۶۵ جایزه تونی برای بهترین کارگردانی یک موزیکال – Half a Sixpence
- ۱۹۶۶ جایزه تونی برای بهترین کارگردانی یک موزیکال – Mame
- ۱۹۶۹ جایزه انجمن کارگردانان آمریکا for Outstanding Directorial Achievement in a Movie – The Odd Couple
- 1975 Drama Desk Award for Outstanding Director of a Play – Same Time, Next Year
- ۱۹۷۵ جایزه تونی برای بهترین کارگردانی یک نمایشنامه – Same Time, Next Year
- 1977 Drama Desk Award for Outstanding Director of a Musical – I Love My Wife
- 1985 Drama Desk Award for Outstanding Director of a Play – Biloxi Blues
- 1987 Drama Desk Award for Outstanding Director of a Play – Broadway Bound
- ۱۹۹۱ جایزه تونی برای بهترین کارگردانی یک نمایشنامه – Lost in Yonkers